# Cantone di Salies-du-Salat
Il Cantone di Salies-du-Salat era una divisione amministrativa dell'Arrondissement di Saint-Gaudens.
A seguito della riforma approvata con decreto del 13 febbraio 2014, che ha avuto attuazione dopo le elezioni dipartimentali del 2015, è stato soppresso.

## Composizione
Comprendeva 22 comuni:
- Ausseing
- Belbèze-en-Comminges
- Cassagne
- Castagnède
- Castelbiague
- Escoulis
- Figarol
- Francazal
- His
- Mane
- Marsoulas
- Mazères-sur-Salat
- Montastruc-de-Salies
- Montespan
- Montgaillard-de-Salies
- Montsaunès
- Roquefort-sur-Garonne
- Rouède
- Saleich
- Salies-du-Salat
- Touille
- Urau